# Signal de Bisanne
Mont Bisanne
Le signal de Bisanne ou mont Bisanne est une montagne du massif du Beaufortain, dans les Alpes. Ce relief peu escarpé aux formes douces s'élève à 1 941 mètres d'altitude et constitue le point culminant de la station de sports d'hiver des Saisies. Fréquenté été comme hiver par des sportifs et promeneurs, il constitue également un site de vol libre et offre un point de vue panoramique sur la chaîne des Aravis, le Beaufortain et le massif du Mont-Blanc.

## Toponymie
La montagne commence à être nommée au début du XVIe siècle d'après la villa romaine de Bisius, la villa Bisiana,. Il apparaît ainsi le toponyme de « Bizana » vers 1518, qui évoluera en « mont Bise » en 1585 puis en « montagne de la Bizanne » en 1657. Au XIXe siècle, elle est appelée « Bizane » ou « Bizanne ».
Le « mont Bisanne » désigne la montagne dans son ensemble tandis que « signal de Bisanne » désigne à l'origine uniquement la partie sommitale. Cependant, par métonymie, ce toponyme peut désigner aussi la totalité de la montagne. La montagne peut également être appelée simplement « le Bisanne ».

## Géographie

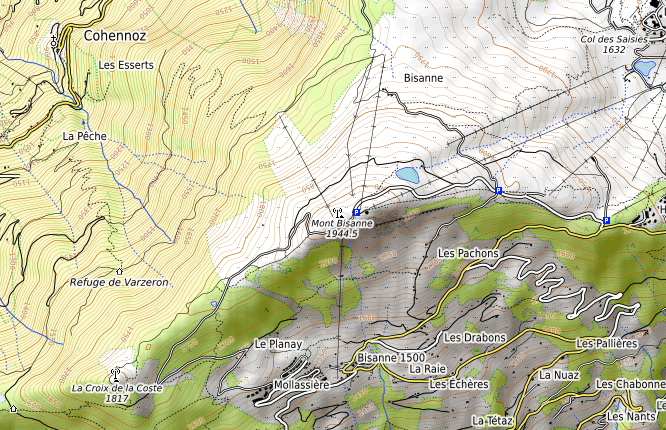
Carte topographique.

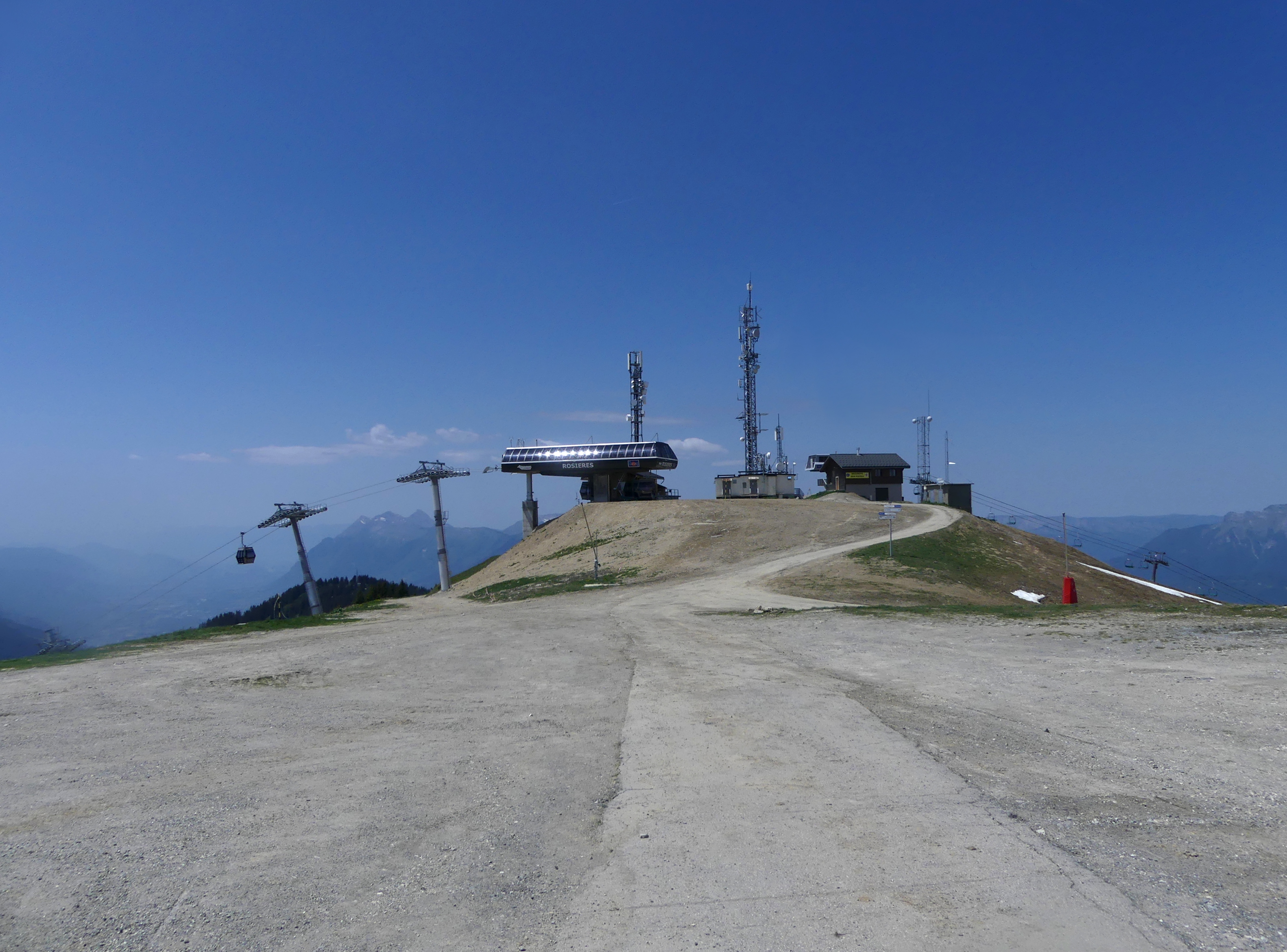
Le sommet du signal de Bisanne au printemps.

Le signal de Bisanne est situé dans le sud-est de la France, en Savoie, au nord-est d'Albertville, à l'est d'Ugine, au sud du val d'Arly et de Flumet et Megève, au nord-ouest de Beaufort. Faisant partie du massif du Beaufortain, il est délimité au nord-ouest par les gorges de l'Arly, au nord-est par le col des Saisies et au sud par la vallée du Beaufortain drainée par le Doron de Beaufort. D'un point de vue administratif, il se trouve sur le territoire communal de Villard-sur-Doron pour son sommet et son adret, Cohennoz pour son ubac au-dessus de l'Arly et Hauteluce pour le col des Saisies et ses alentours.
Il constitue un sommet peu marqué s'élevant à 1 941 mètres d'altitude, point culminant d'un ensellement formant le col des Saisies et dont le pendant sont le Chard du Beurre et la Legette. Son profil dissymétrique est caractérisé par de fortes pentes sur ses flancs nord-ouest au-dessus des gorges de l'Arly et sud au-dessus du Doron de Beaufort tandis qu'au nord-est, des pentes plus faibles descendent sur le col et la tourbière des Saisies. Le signal de Bisanne est le sommet d'importance le plus méridional d'une crête orientée nord-est-sud-ouest donc le sommet d'importance le plus septentrional est le mont Joly au-dessus de Megève, la vallée de l'Arve et Saint-Gervais-les-Bains ; entre ces deux sommets s’égrènent de nombreux petits monts et cols aux reliefs assez doux bien qu'ils puissent comporter des pentes prononcées : Chard du Beurre, mont Clocher, mont de Vorès, col de Véry, aiguille Croche pour ne citer que les plus notables. Cette crête se prolonge en direction du sud-ouest via la Croix de Coste, le lac des Saisies, le col de la Forclaz et le mont Cornillon pour finir à la confluence entre le Doron et l'Arly juste en amont d'Albertville.
Le signal est aisément accessible : à pied par de nombreux sentiers, en véhicule par la route ou encore en remontées mécaniques en période hivernale. Au sommet se trouvent un restaurant d'altitude, une table d'orientation, des antennes de télécommunication, les arrivées de cinq remontées mécaniques, un parking et une aire de décollage de parapente. Juste au nord-est du sommet de trouve une retenue collinaire. Le sentier de grande randonnée de pays Tour du Beaufortain passe par l'ubac de la montagne, entre 1 500 et 1 700 mètres d'altitude, passant 300 mètres en aval du signal ; l'une des variantes de cet itinéraire emprunte quant à lui l'adret de la montagne entre Queige et Hauteluce, restant 600 mètres en aval du signal.

## Histoire

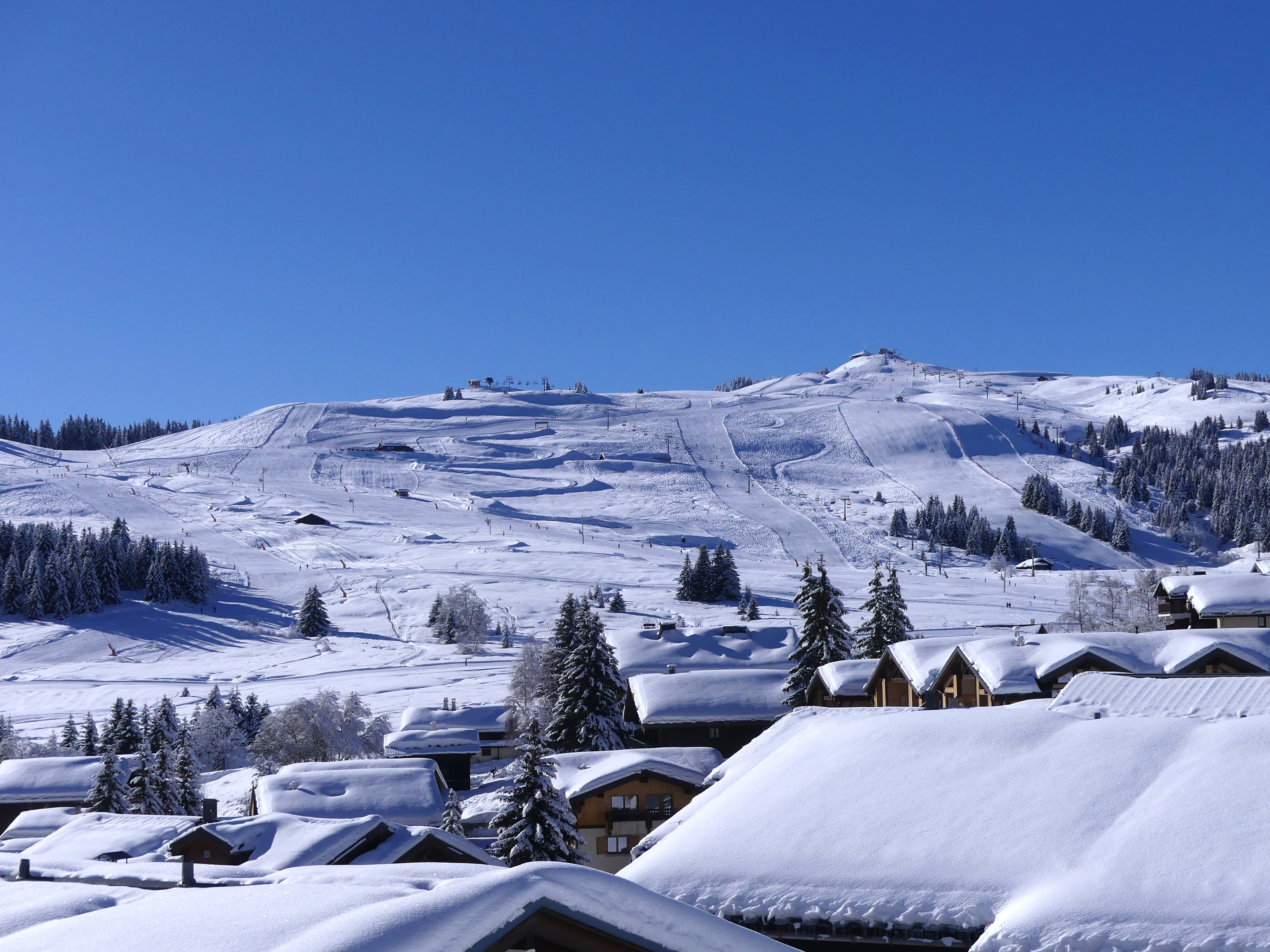
Le signal de Bisanne depuis les Saisies à l'est.

L'histoire du signal de Bisanne est intimement liée à celle des Saisies. Avant le développement de la station, les pentes de la montagne servent d'alpage dès le XIIIe siècle. Des chalets y permettent l'estive de quelques familles qui y conduisent leurs troupeaux ; parmi ces chalets se trouvent au nord du sommet ceux de Bisanne qui ont donné leur nom à la montagne. Dans les années 1930, la pratique du ski débute sur les hauteurs de Hauteluce, en aval du col des Saisies, sous l'impulsion d'Erwin Eckl, moniteur de ski autrichien. La transformation du chemin muletier du col des Saisies en route en 1953 déplace la pratique sportive au col même, au pied des pentes orientales du signal de Bisanne, mais ce n'est que dix ans plus tard, en 1963 que la station des Saisies est créée en tant que telle. La montagne accueille alors sa toute première remontée mécanique, un téléski reliant le bas de la station au sommet du Bisanne,. Il sera suivi de nombreux autres téléskis remplacés progressivement par des télésièges offrant un meilleur débit de skieurs, dont celui des Rosières, le seul sur l'adret de la montagne et qui permet de relier la station de Bisanne 1500 au sommet.
En 1992, Albertville est la ville hôte des Jeux olympiques d'hiver et les Saisies accueillent les épreuves de ski de fond et de biathlon qui se déroulent au col, au pied du signal de Bisanne,. Les aménagements ultérieurs de la station se concentrent sur la réalisation de la liaison à ski avec les autres stations de l'Espace Diamant créé en 2005, délaissant ainsi le secteur du signal de Bisanne pour se concentrer sur celui du Chard du Beurre de l'autre côté du col. Le déploiement des remontées mécaniques et des pistes de ski essentiellement sur les flancs est et nord de la montagne n'a pas empêché le maintien de l'activité pastorale, les pistes retrouvant en période estivale leur fonction première d'alpage.

## Cyclisme
La montée de Bisanne constitue l'ascension cycliste de la montagne sur son adret. Elle s'effectue une route de montagne, la départementale 123 qui relie le village de Villard-sur-Doron à la station des Saisies sans toutefois passer par le sommet bien qu'une route en cul-de-sac le relie au sommet de l'ascension à 1 723 mètres d'altitude.

### Profil de l'ascension
Sur le versant sud, l’ascension commence depuis le carrefour D925/D123(705 m) juste en dessous du village de Villard-sur-Doron pour 12,4 km à 8,2 % de moyenne, dont 6 kilomètres à plus de 9 %. Sitôt après avoir passé ce village, la route grimpe dans des pourcentages avoisinant les 8 % avec de rares replats si ce n’est un faux-plat descendant venant après une série de lacets sur la route dite de « La Place » et juste avant d’arriver au hameau du Cray d’En Haut, après un peu moins de 6 km de montée. Mais les 3 km suivants, qui suivent la « route de la Nuaz » sont à nouveau difficiles, avec des pentes proches de 9 %. La station de Bisanne 1500 est atteinte au kilomètre 10,2 après un léger fléchissement de la pente dans le kilomètre précédent, avec une pente de près de 8 %. Mais la pente est encore plus redoutable après la station avec un tronçon de 2,25 km à 9,8 % jusqu’au carrefour (1 723 m) entre la D123 et la route du signal de Bisanne. C’est une ascension avec beaucoup de lacets jusqu’à Bisanne 1500. L’ascension est bucolique avec de nombreuses prairies d’estive avec des vaches de race « Abondance » et parfois de petits cours d’eau descendant de la montagne.

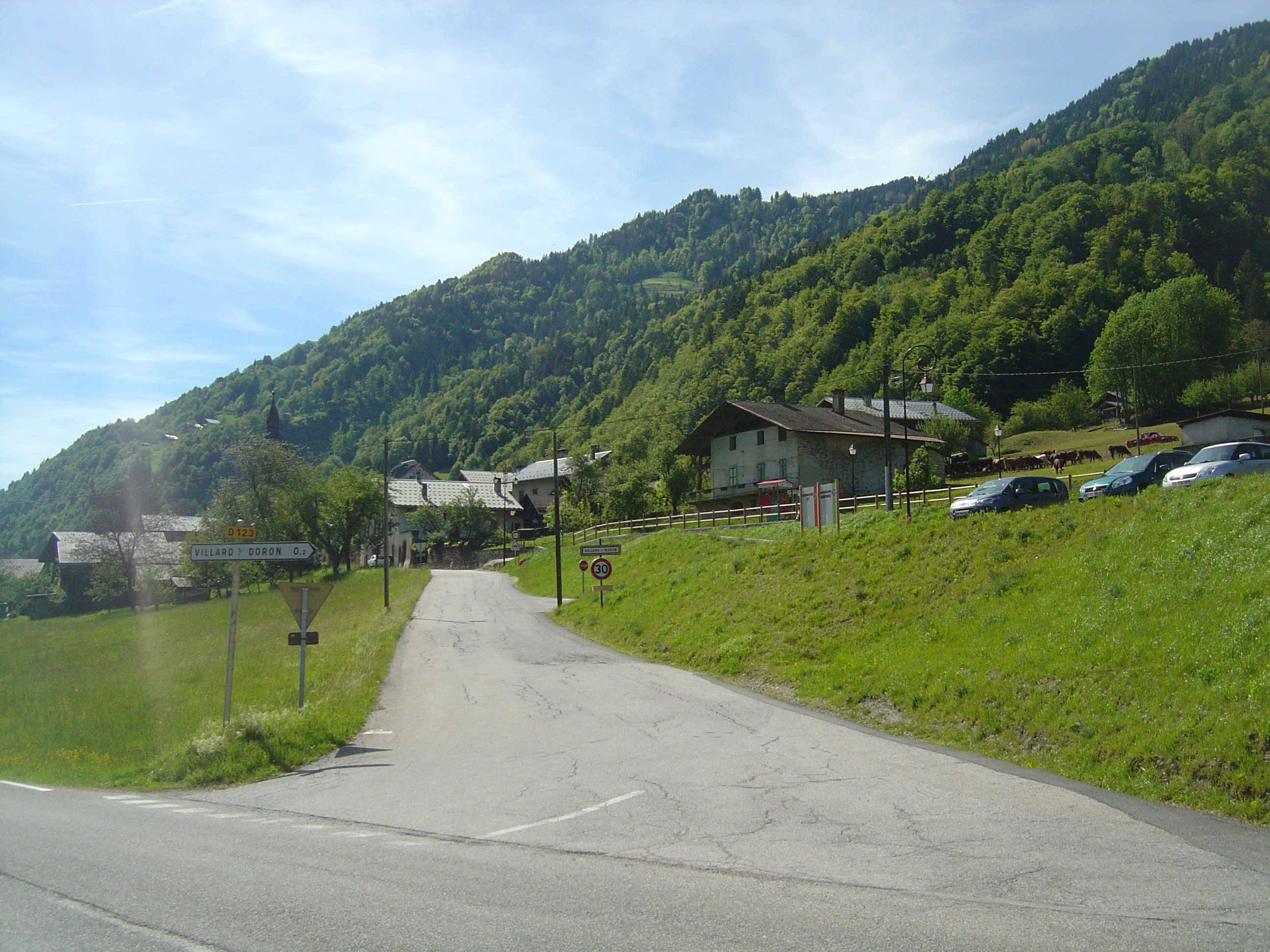
Début de l’ascension en dessous de Villard-sur-Doron
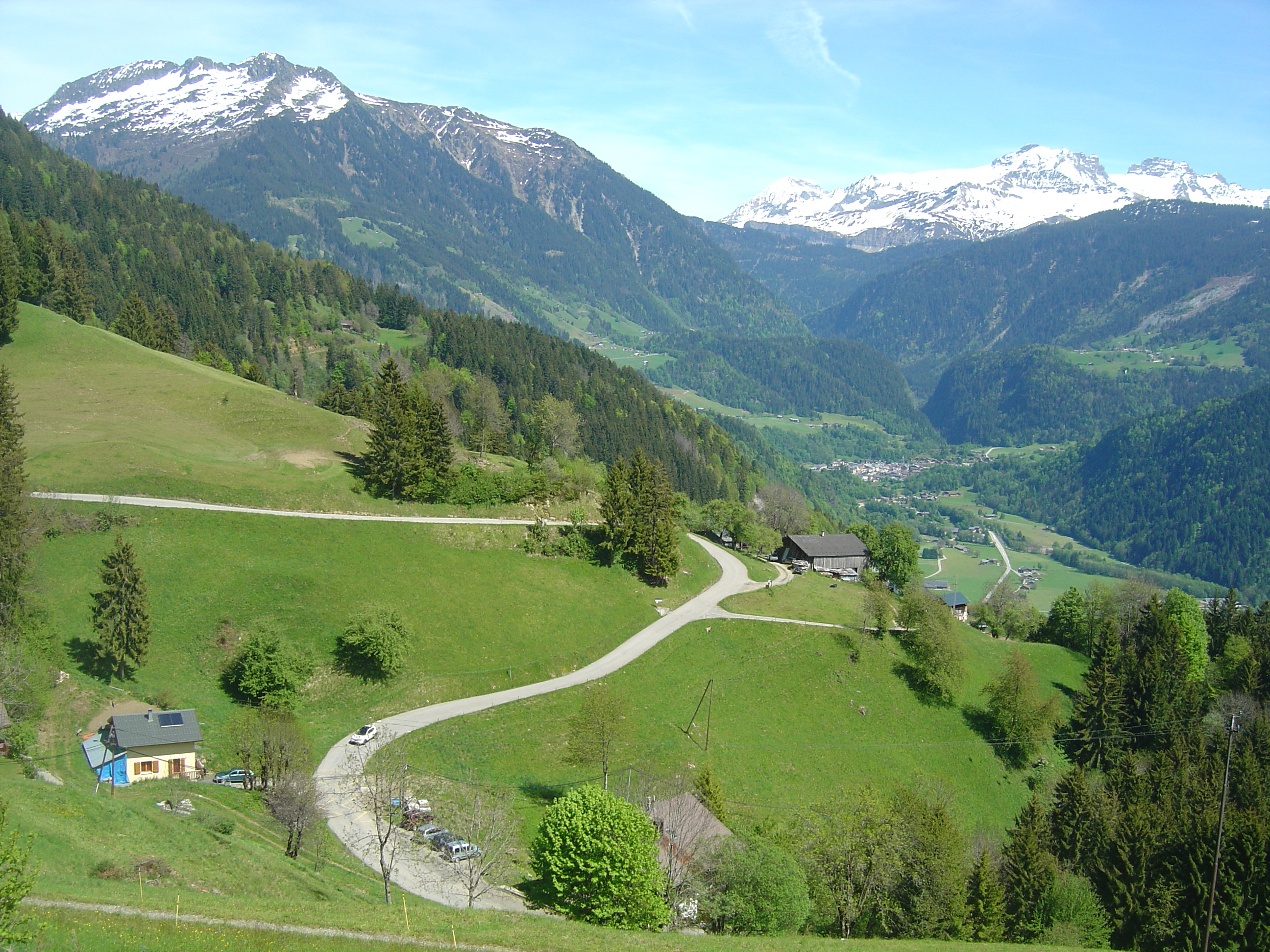
Épingle dans le hameau du Cray d’En Haut
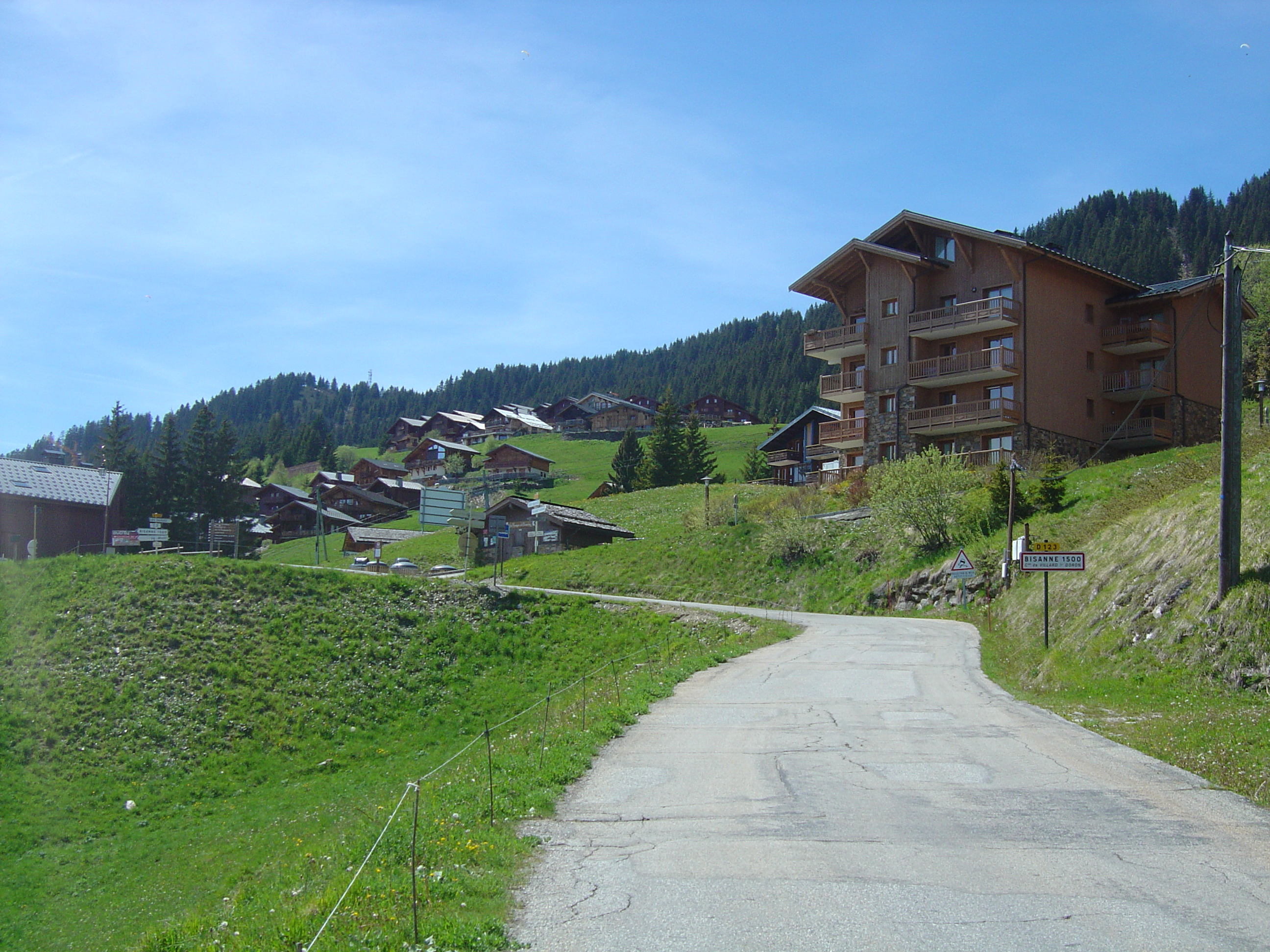
Entrée de Bisanne 1500
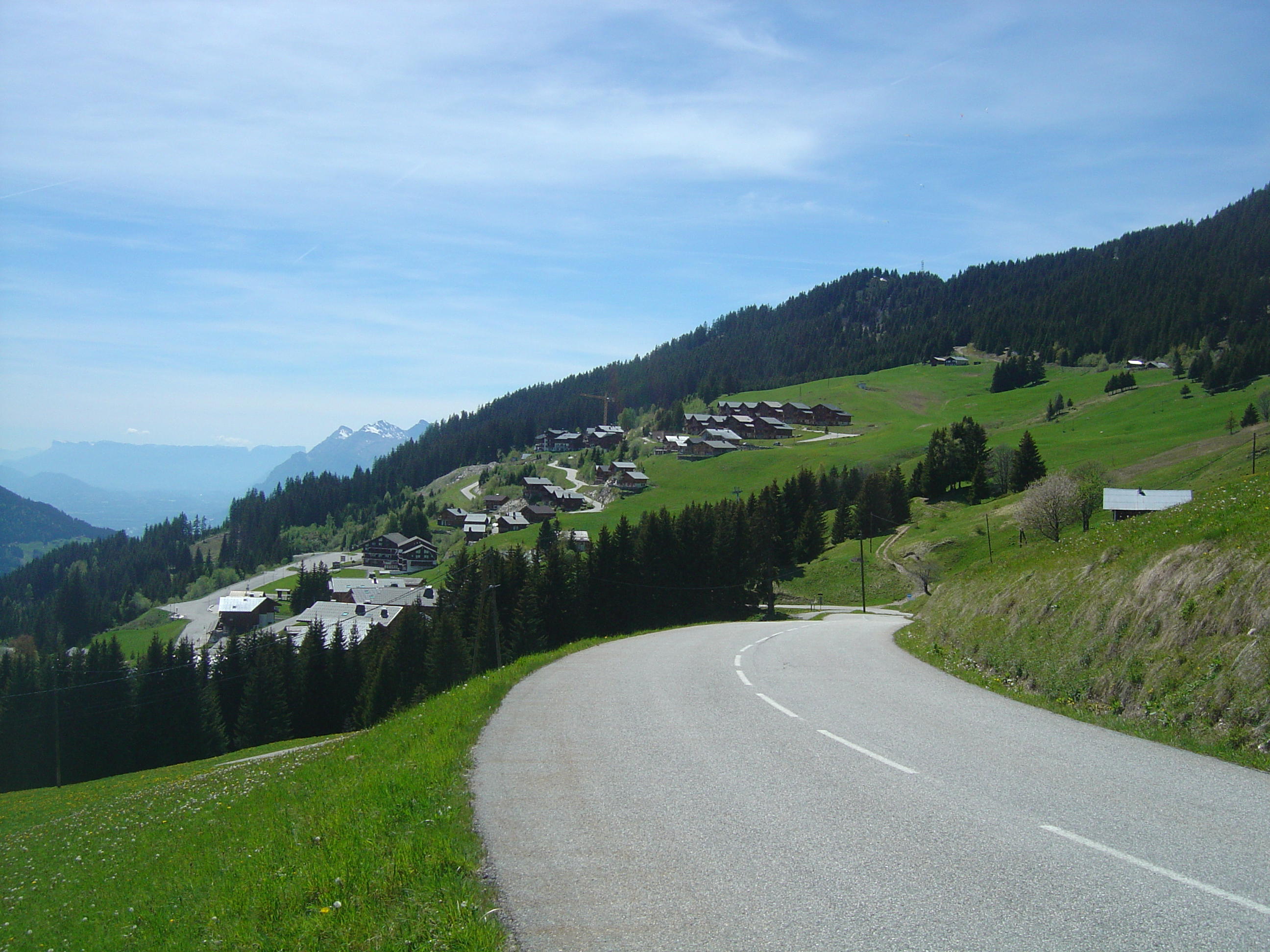
Plus bas la station de Bisanne 1500
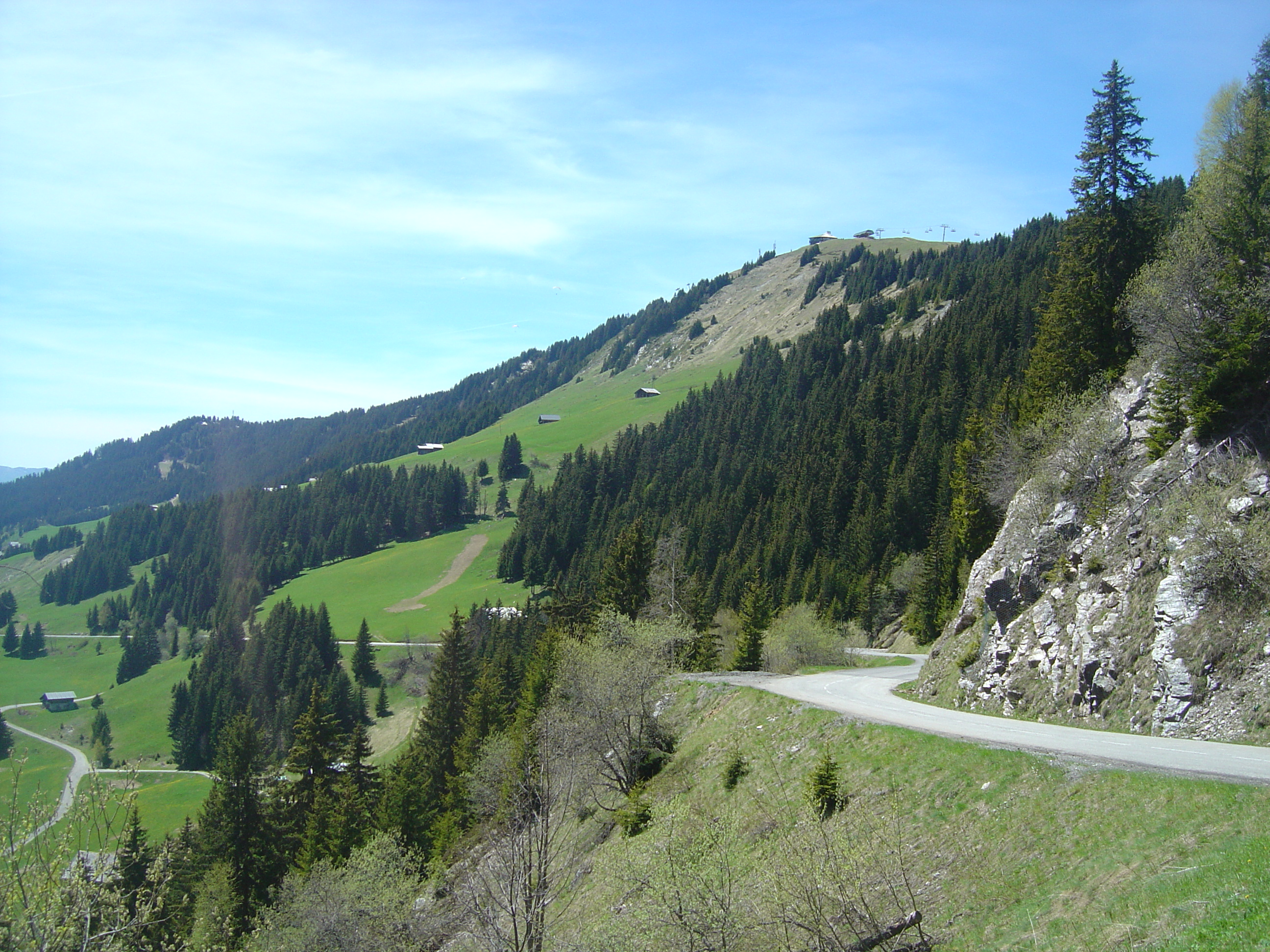
En arrière la route avant le croisement de la route du signal de Bisanne. Vue sur le Signal de Bisanne (1 941 m) plus haut

Sur son versant est, l'ascension commence depuis le carrefour (1 581 m) entre les routes D123 et D218B dans le bas de la station des Saisies, pour 2,4 km à 5,9 %. D'entrée, on peut exploiter l'élan d'un faux-plat descendant mais par la suite la pente est assez prononcée avec une montée en forêt sur une route plutôt large avec quelques villages-vacances au bord de la route, et ce jusqu'au carrefour (1 723 m) avec la route du Signal. Les 2,4 km à 5,9 % jusqu’au carrefour sont donc un peu faussés par le faux-plat descendant du début.

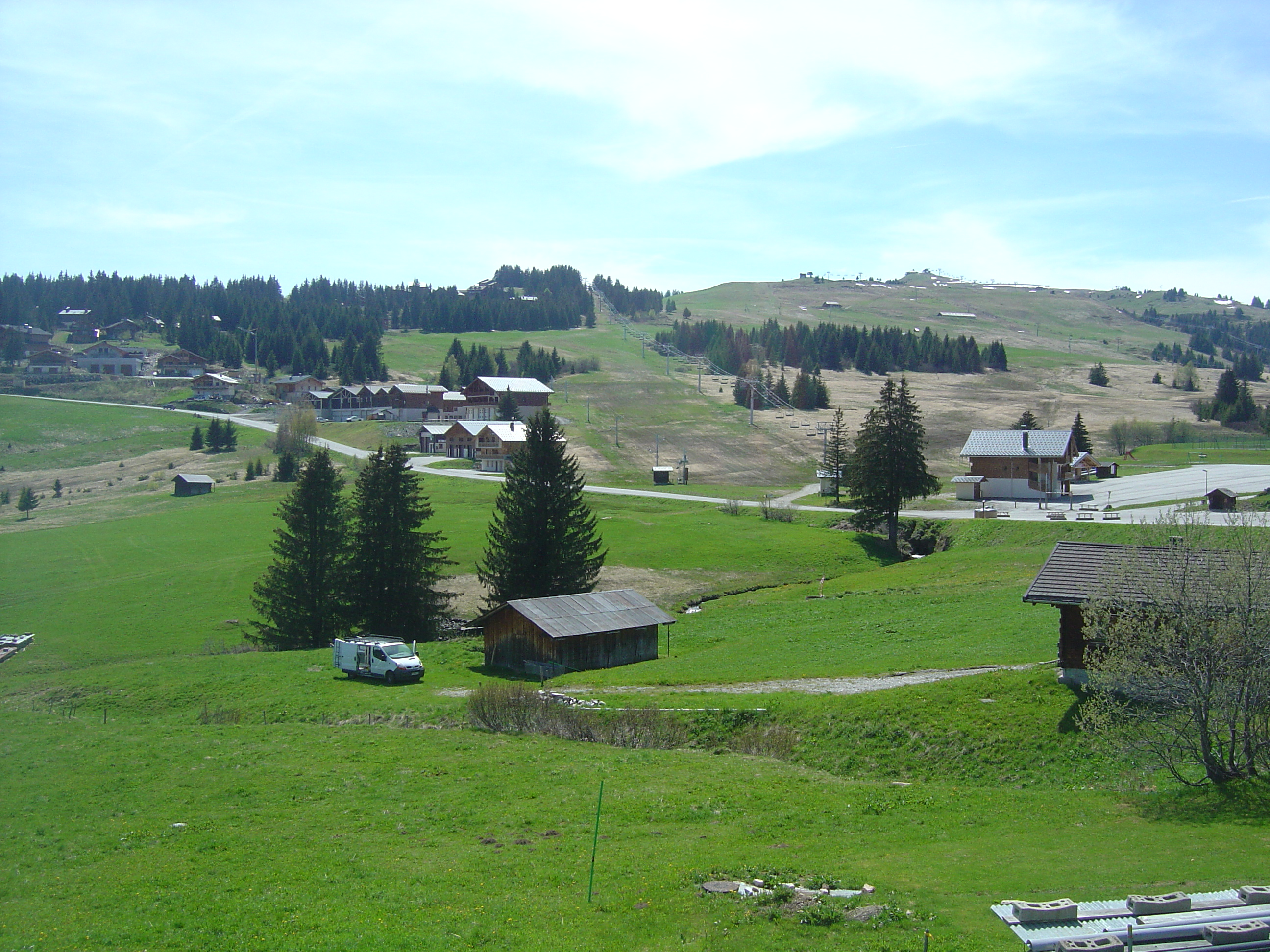
Début de l’ascension depuis le bas de la station des Saisies. Vue sur le signal de Bisanne (1 941 m) plus haut à droite
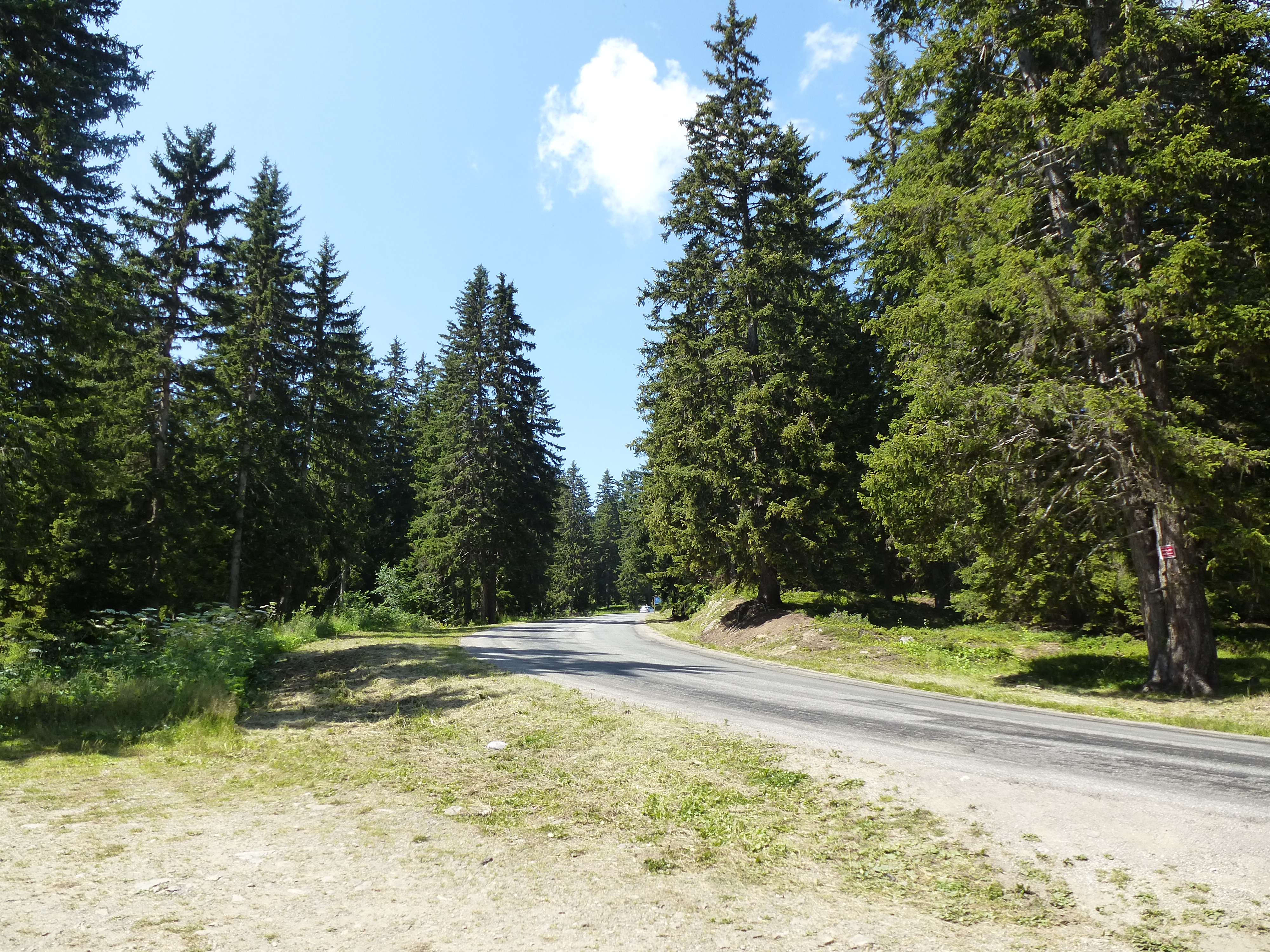
Montée depuis la station des Saisies
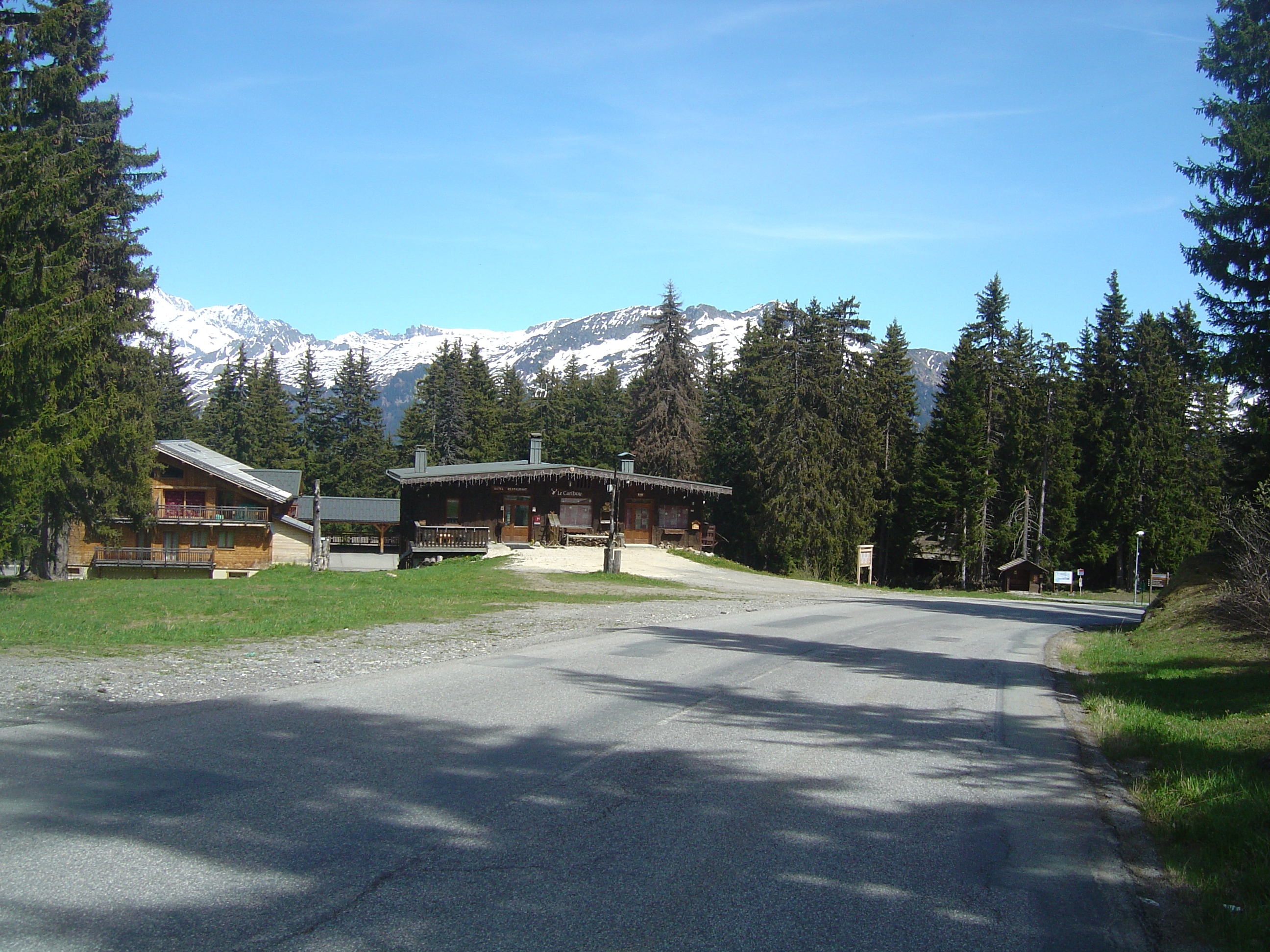
En arrière, des hôtels et restaurants sur la route entre la station des Saisies et le carrefour entre la D123 et le mont Bisanne
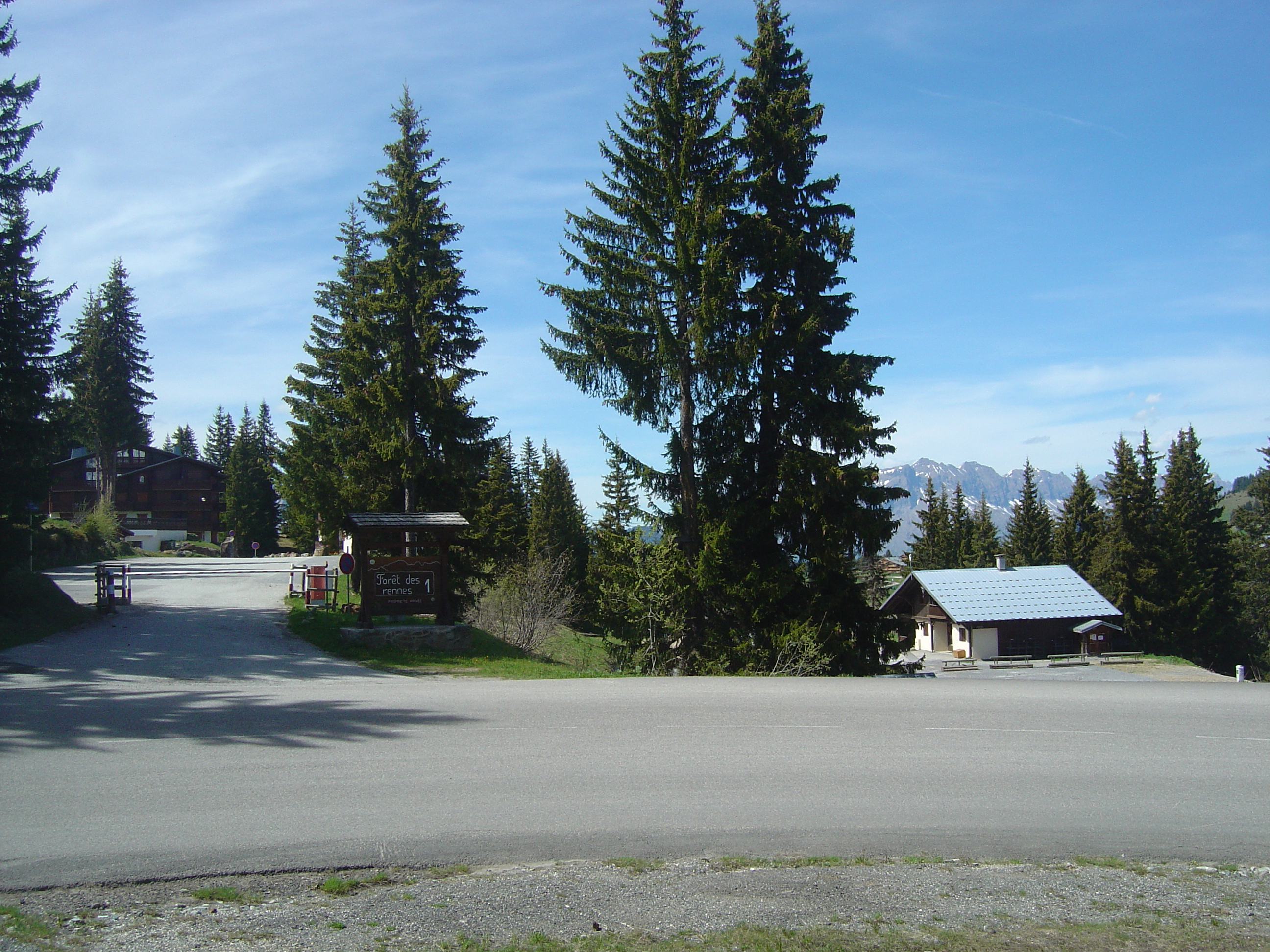
Résidences dans la montée
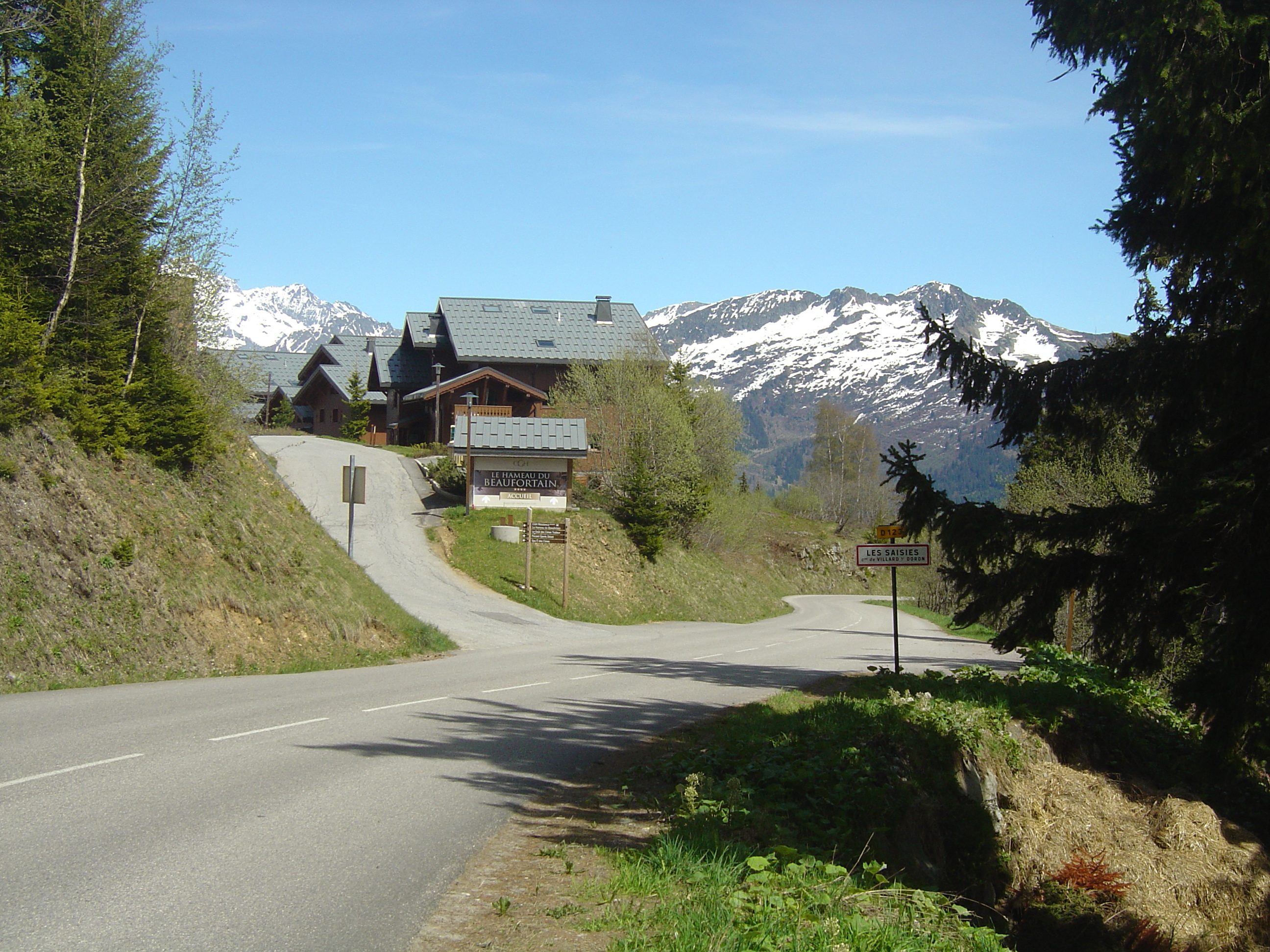
En arrière le hameau de Beaufortain à l’approche du  carrefour

Le Tour de France est monté jusqu'au croisement néanmoins une route plus étroite continue jusqu'à la plate-forme (1 934 m) à côté du relais du signal de Bisanne (1 941 m) avec 1,95 km à 10,8 % (dont des raidillons à 14 %) pour y parvenir. Dans ce cas, l’ascension du signal de Bisanne totalise 14,35 km à 8,5 % de moyenne depuis Villard-sur-Doron et 4,35 km à 8,1 % depuis Les Saisies sur le versant est.

### Cyclisme professionnel

#### Tour de France
Cette montée a été grimpée sur le Tour de France pour la première fois lors de l'édition 2016 sur son versant sud lors de la 19e étape et a été classée hors-catégorie. Rafał Majka la franchissait en tête. Elle est de nouveau empruntée par le Tour de France 2018, lors de la 11e étape, avec un passage en tête de Julian Alaphilippe.
| Année | Étape | Catégorie | Passage en tête    |
| ----- | ----- | --------- | ------------------ |
| 2016  | 19e   | HC        | Rafał Majka        |
| 2018  | 11e   | HC        | Julian Alaphilippe |

#### Critérium du Dauphiné
Son ascension par le versant sud, encore classée hors-catégorie, fut au programme de la 4e étape du critérium du Dauphiné 2020. David de la Cruz franchit cette difficulté en tête.